# 古賀グリーンパーク

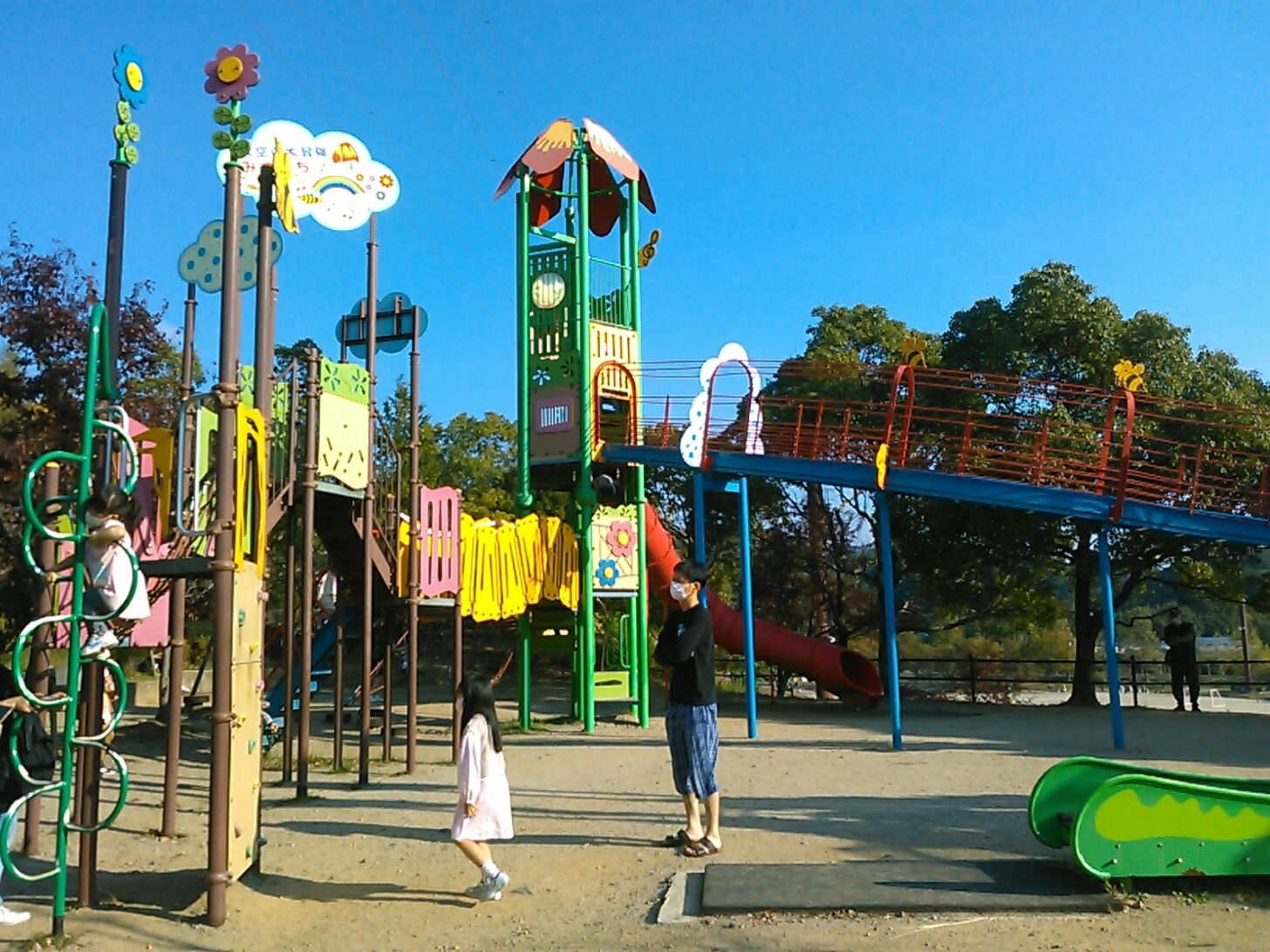
遊びの丘

古賀グリーンパーク（こがグリーンパーク）は、福岡県古賀市にある公園。

## 概要
自然と健康がテーマとなっている市内最大規模の公園で、面積は約23.7ヘクタール。園内には大型の遊具がある「遊びの丘」や夏季は水遊びもできる「せせらぎ水路」、ナイター設備を備えた「多目的広場」をはじめとして、スケートパークの「ライブ・スケーツ古賀」、物産館の「コスモス館」、健康増進施設の「クロスパル古賀」などの多様な施設がある。

## 利用情報
- 所在地

福岡県古賀市青柳町587番1
- 入園料

無料。ただし多目的広場の使用は有料。
- 開園時間

入園自由。ただし有料施設は6時00分 - 22時00分（3月、11月は8時00分 - 22時00分、12月〜2月は8時00分 - 20時00分）
- 休園日

なし。ただし、有料施設は月曜日（祝日・休日の場合はその翌日）と年末年始が休み。

## ギャラリー

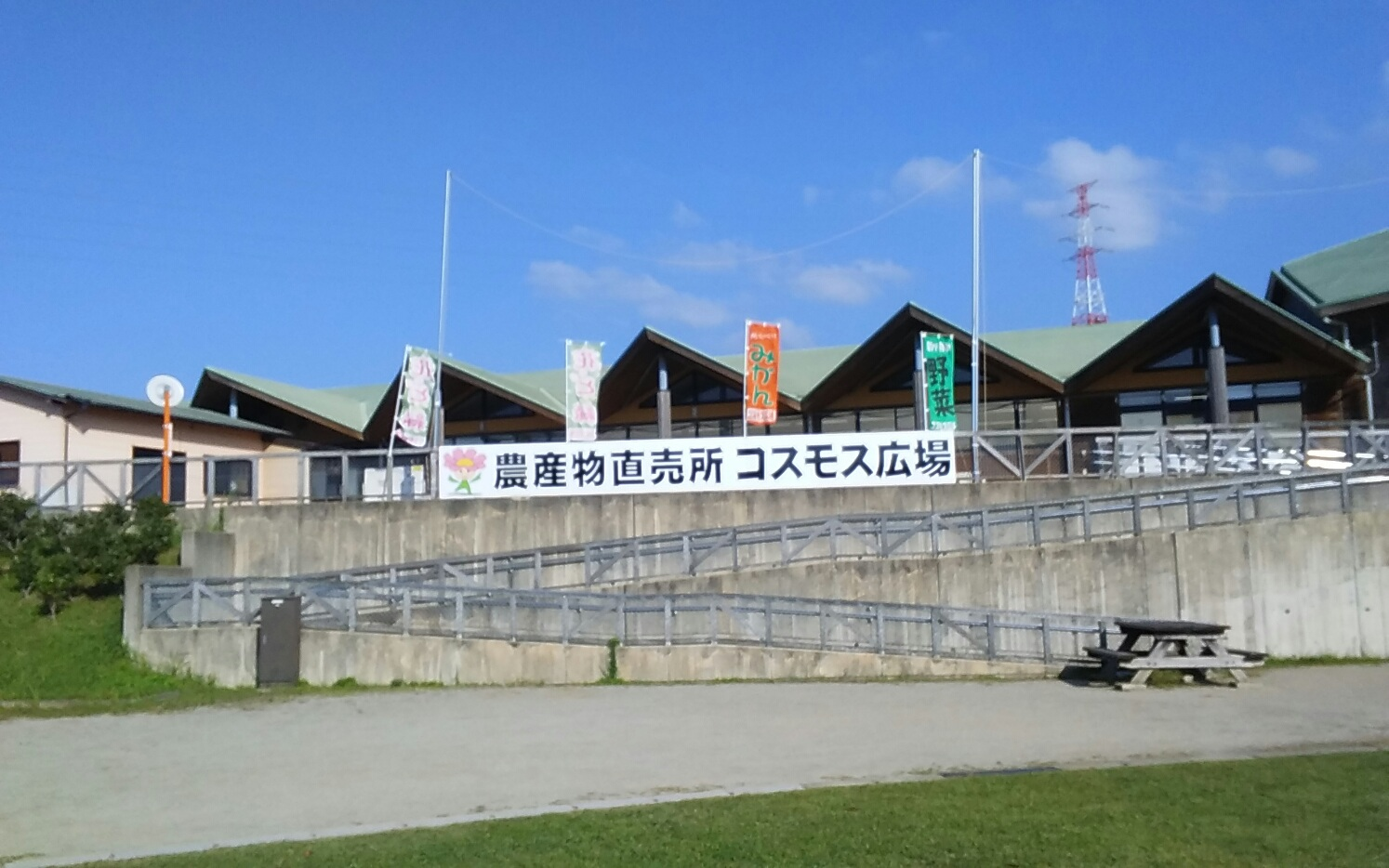
コスモス館
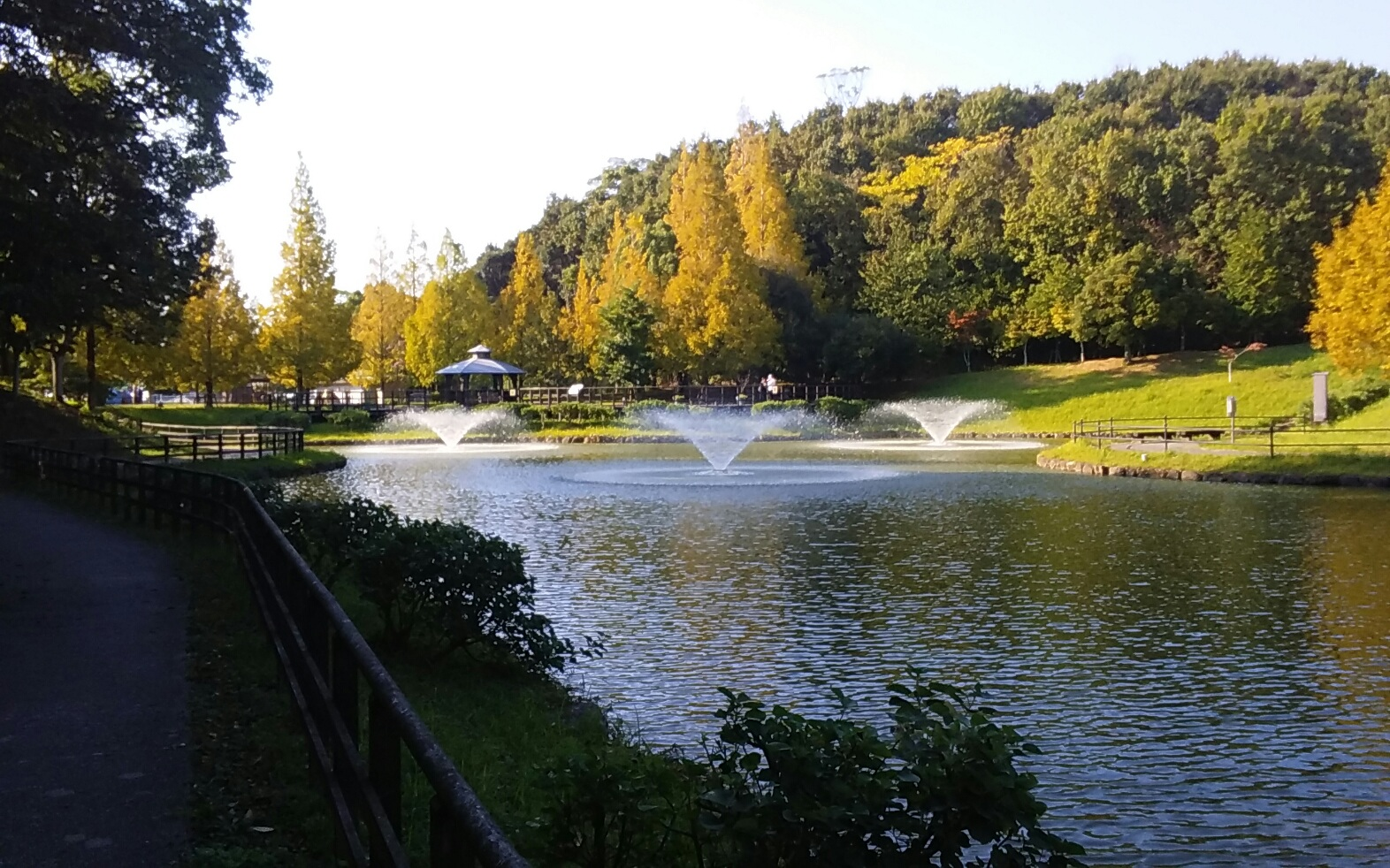
園内の池
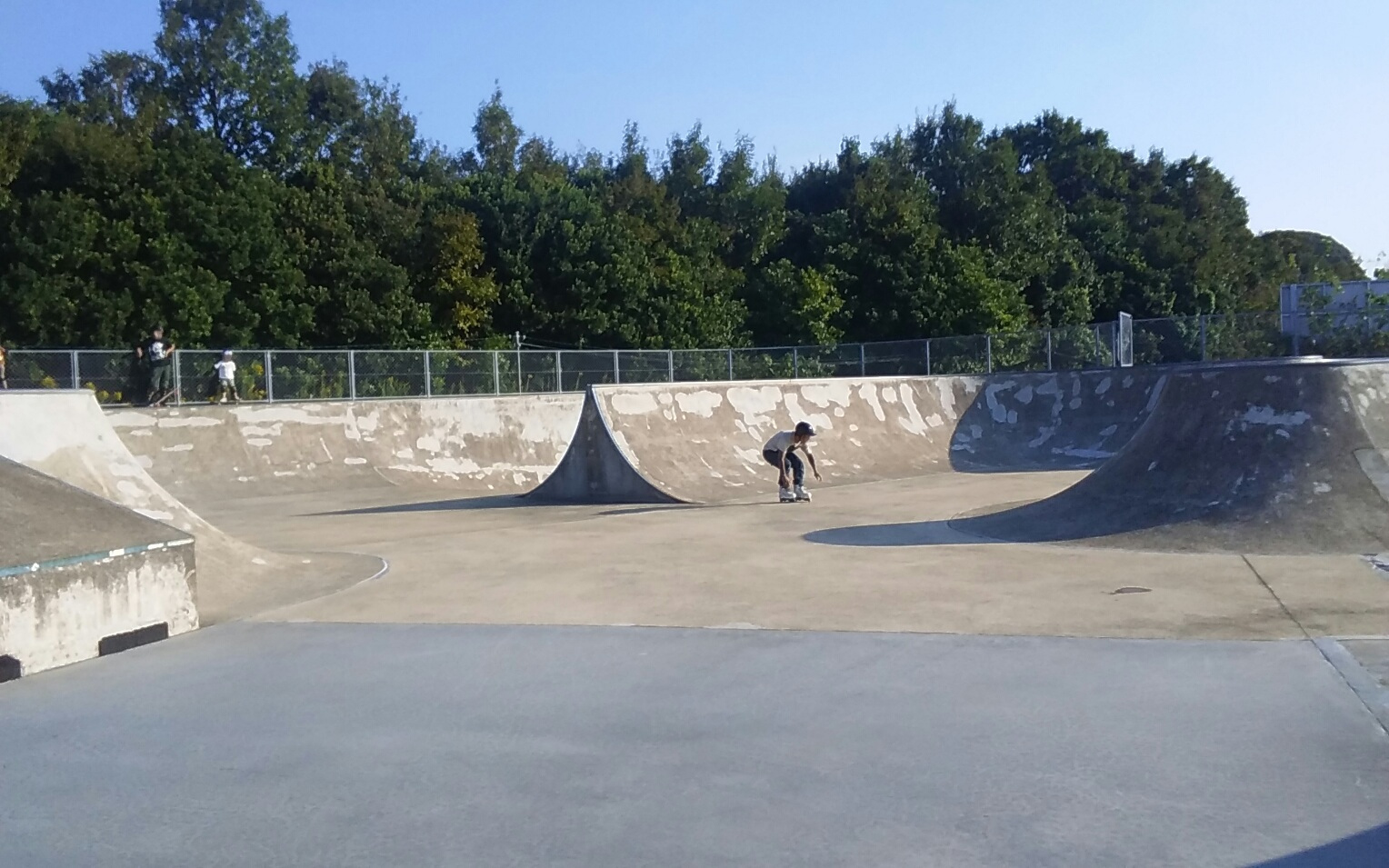
ライブ・スケーツ古賀
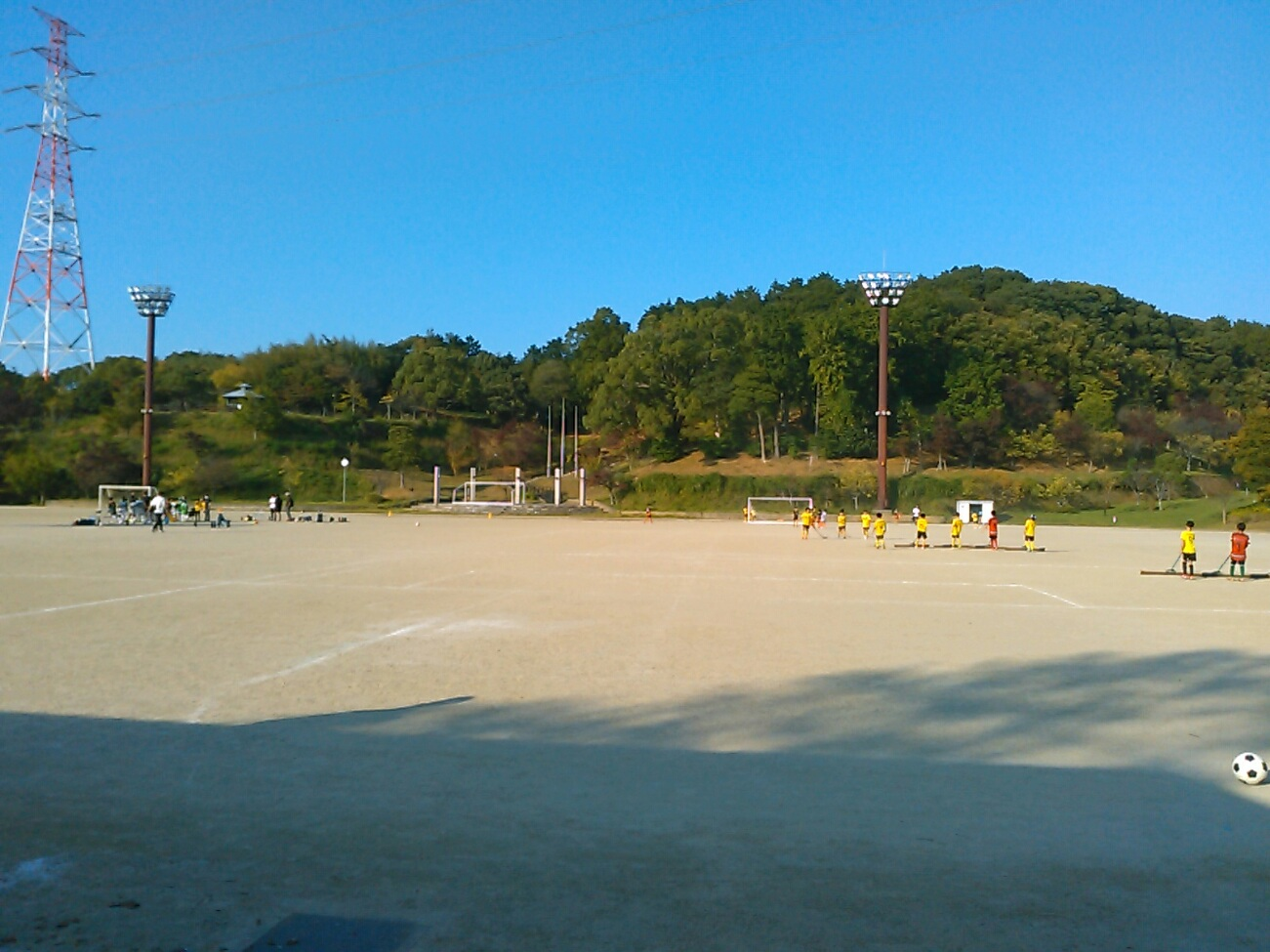
多目的広場

## 交通アクセス
- JR九州鹿児島本線古賀駅から西鉄バスグリーンパーク古賀行きに乗車し、終点下車。
  - なお九州自動車道が公園のすぐ横を通過しており、青柳バスストップが至近距離にある。
- マイカーの場合、九州自動車道古賀インターチェンジから約1.5km。
- 駐車場あり